# Ripley (Tennessee)
Ripley – miasto w Stanach Zjednoczonych, w stanie Tennessee, siedziba administracyjna hrabstwa Lauderdale.